# Kelley Jones (dibujante)
Kelley Jones (Sacramento, California, 23 de julio de 1962) es un dibujante de cómics estadounidense conocido por sus trabajo para Batman con el escritor Doug Moench y para The Sandman con el escritor Neil Gaiman. Su estilo de dibujo es muy característico, destaca como «feísta», grotesco y con toques de terror. Su obra más aclamada es la novela gráfica Batman & Drácula: lluvia roja, así como sus dos continuaciones.

## Biografía

### Primeros años
Kelley Jones nació en Sacramento, California. Recordó en 2015 cómo comenzó a leer cómics:
Mi hermano llegó a casa (de la escuela) un día, con una pila de cómics [...] Allí tenía Marvel Collectors' Item Classics y Marvel's Greatest Comics, algo de ese estilo, y eran reimpresiones del periodo del 61, 62, 63. ¡Me noquearon!
En 1979, Jones conoció al artista Marshall Rogers en una convención de historietas en San Francisco. Después de revisar los dibujos de Jones, Rogers lo felicitó y le dijo «serás un gran artista de Batman un día. ¡Si sigues haciendo esto, puedo verte haciendo a un gran Batman!»

### Décadas de 1980 a 1990
Jones comenzó a trabajar en la industria de las historietas como entintador para la editorial Marvel Comics y su primer trabajo publicado fue Micronauts #52 (mayo de 1983). Dibujó el número 59 de Micronauts (agosto de 1984) y cuando esta serie fue relanzada como Micronauts: The New Voyages en octubre de 1984, continuo como su dibujante en la mayoría de sus veinte números.
En la editorial DC Comics, Jones rediseño al personaje Deadman, otorgándole un aspecto delgado y esquelético, con un rostro que parecía una calavera. De 1990 a 1992, dibujó varios números de la serie The Sandman, escrita por Neil Gaiman y publicada por el sello Vertigo de DC Comics.
Jones y el entintador John Beatty colaboraron con el escritor Doug Moench en una serie de historias de Barman incluidas en Batman: Dark Joker - The Wild y la trilogía de Batman vampiro que comenzó con Batman & Drácula: lluvia roja. Jones dibujó las portadas para muchos de los capítulos del crossover Batman: Knightfall y fue el dibujante de Batman a partir del número 515 (febrero de 1995). Moench y Jones cocrearon al personaje Ogre en Batman #535 (octubre de 1996).
A partir de 1997 Jones trabajó en diferentes proyectos para Dark Horse Comics, tales como el one-shot ZombieWorld: Eat Your Heart Out (1998) y las miniseries The 13th Son (2005-2006) y Conan: The Book of Toth para Dark Horse Comics (2006).

### Décadas de 2000 y 2010
De 2000 a 2001 dibujó la serie The Crusades publicada por Vertigo. Jones regresó a dibujar Batman en 2008, con la serie de doce números Batman: Gotham After Midnight con el escritor Steve Niles, en 2009 dibujó Batman: The Unseen con Doug Moench y en 2014 dibujo una historia para el arco narrativo Batman: Endgame.
Colaboró en Convergence: Swamp Whing con el escritor Len Wein en 2015 y posteriormente en la serie limitada The Dead Don't Die para DC Comics. Dibujó en 2018 parte del número final de Frankenstein Alive, Alive! para IDW Publishing, como reemplazo del recientemente fallecido artista Bernie Wrightson. Durante ese periodo realizó para DC Comics Lobo vs. Roadrunner (2017), el número anual de 2018 Justice League of America y la serie limitada Batman: Kings of Fear (2018).
En 2019, Jones reveló que estaba trabajando en una nueva serie basada en la antología de horror Creepshow así como en una adaptación de doce páginas del cuento La balsa que creó originalmente como un material que acompañaría al estreno de la película Creepshow 2 en 1987.

## Premios y reconocimientos
- 1991 Premio Eisner a «Mejor serie continua», junto a otros artistas, por The Sandman.[17]
- 1992 Nominado al premio Harvey a «Mejor álbum gráfico: material original» por Batman: Red Rain.[18]
- 1993 Nominado al premio Eisner a «Mejor Dibujante/entintador, publicación a color» por Deadman: Exorcism.[19]
- 2008 Rondo Award a «Mejor historieta de horror» por Batman: Gotham After Midnight.[20]
- 2014 Inkpot Award.[21]